# Devon Energy Center
Devon Energy Center es un rascacielos corporativo de 52 plantas situado en el centro (downtown) de Oklahoma City, Oklahoma. La construcción comenzó el 6 de octubre de 2009 y se completó en marzo de 2012. Desde su finalización es el edificio más alto de la ciudad. Está situado en Sheridan Avenue entre Hudson Avenue y Robinson Avenue, al lado del histórico Colcord Hotel, actualmente propiedad de Devon. 
La torre de oficinas, una rotonda de seis plantas y un podio de seis plantas acumulan más de 1 800 000 pies cuadrados (170 000 m²) y tienen un coste estimado de $750 millones.

## Historia
Devon World Headquarters LLC, sucursal de Devon Energy Corporation, establecida en Oklahoma City, está construyendo su nueva sede para sustituir su edificio existente, Mid America Tower, así como otro espacio que la compañía está alquilando en torres de oficinas del distrito financiero. 
Devon Tower estaba planeada originalmente para tener 54 plantas y 925 pies (282 m) de altura. Sin embargo, posteriores revisiones de planificación de los espacios (incluida la decisión de localizar el centro de datos en una instalación separada por seguridad) resultó en una disminución de la altura a 850 pies (259,1 m) y 50 plantas.
La preparación del terreno y la demolición comenzaron el 6 de octubre de 2009. The Holder Construction Company sería el contratista principal, and Flintco, Inc. sería el socio minoritaria en la empresa conjunta.

## Construcción
La construcción comenzó el 6 de octubre de 2009. El 25 de febrero de 2010 se instaló la primera grúa. La segunda grúa fue instalada el 25 de junio de 2010.
En julio de 2010 la construcción había superado el nivel de la calle.
En septiembre de 2010 la construcción llegó a la planta 10. En noviembre, los trabajadores empezaron a instalar cristal en las plantas inferiores de la torre.
En diciembre de 2010 el edificio alcanzó la planta 22.
En marzo de 2011 la Devon Tower alcanzó la planta 34.
En junio de 2011 la Devon Tower alcanzó la planta 46. 
El 5 de julio de 2011 la Devon Tower alcanzó la planta 46 mientras el cristal alcanzó la planta 36.
El edificio fue coronado con 50 plantas el 21 de septiembre de 2011.

## Galería

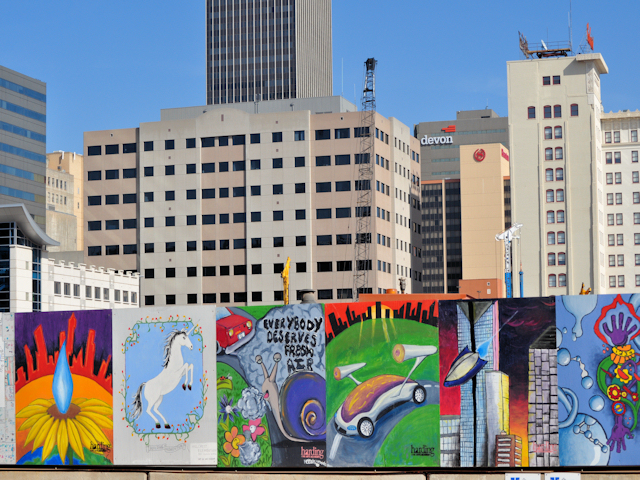
La construcción de Devon Tower en febrero de 2010.
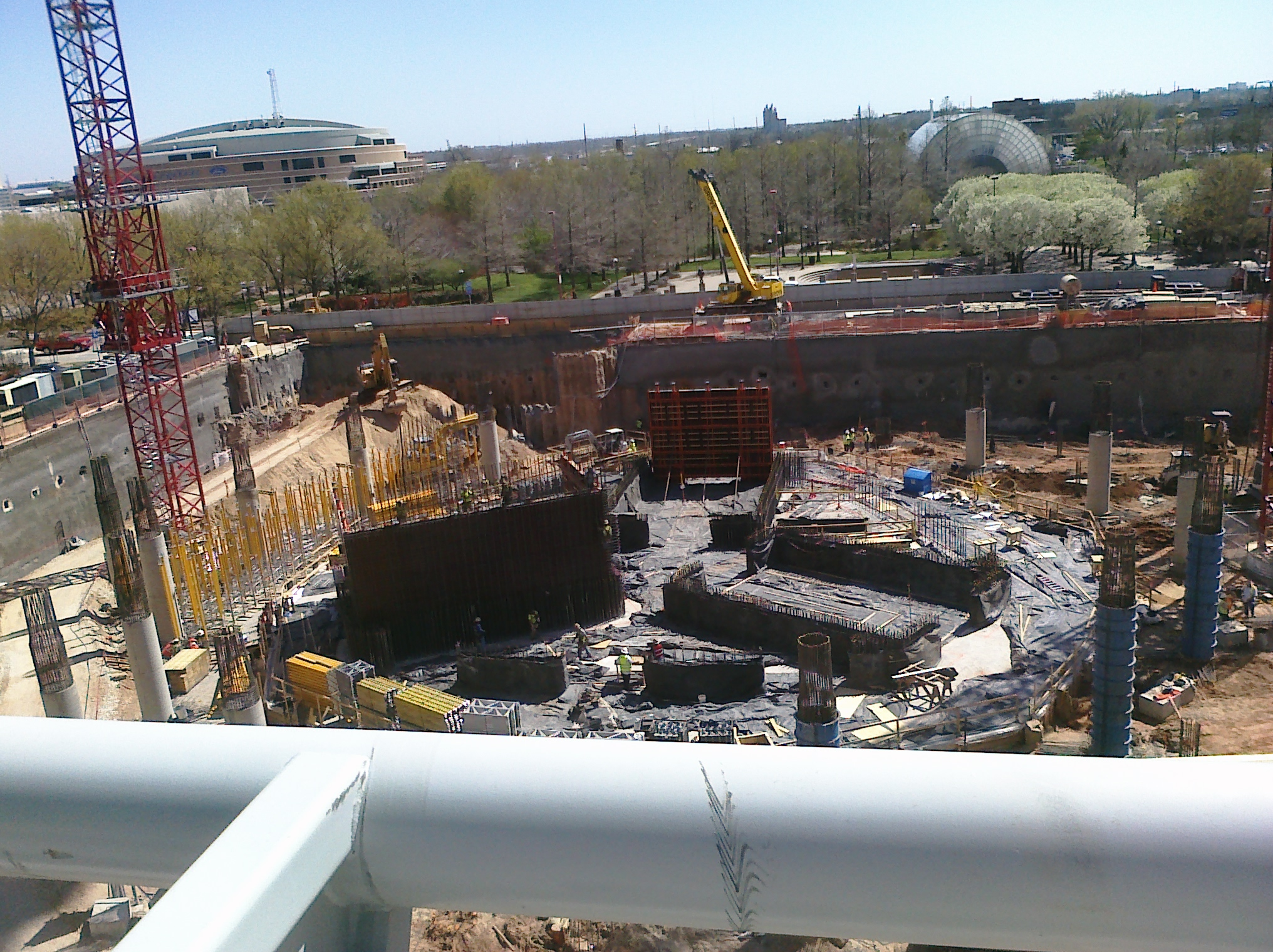
La construcción de Devon Tower en marzo de 2010.
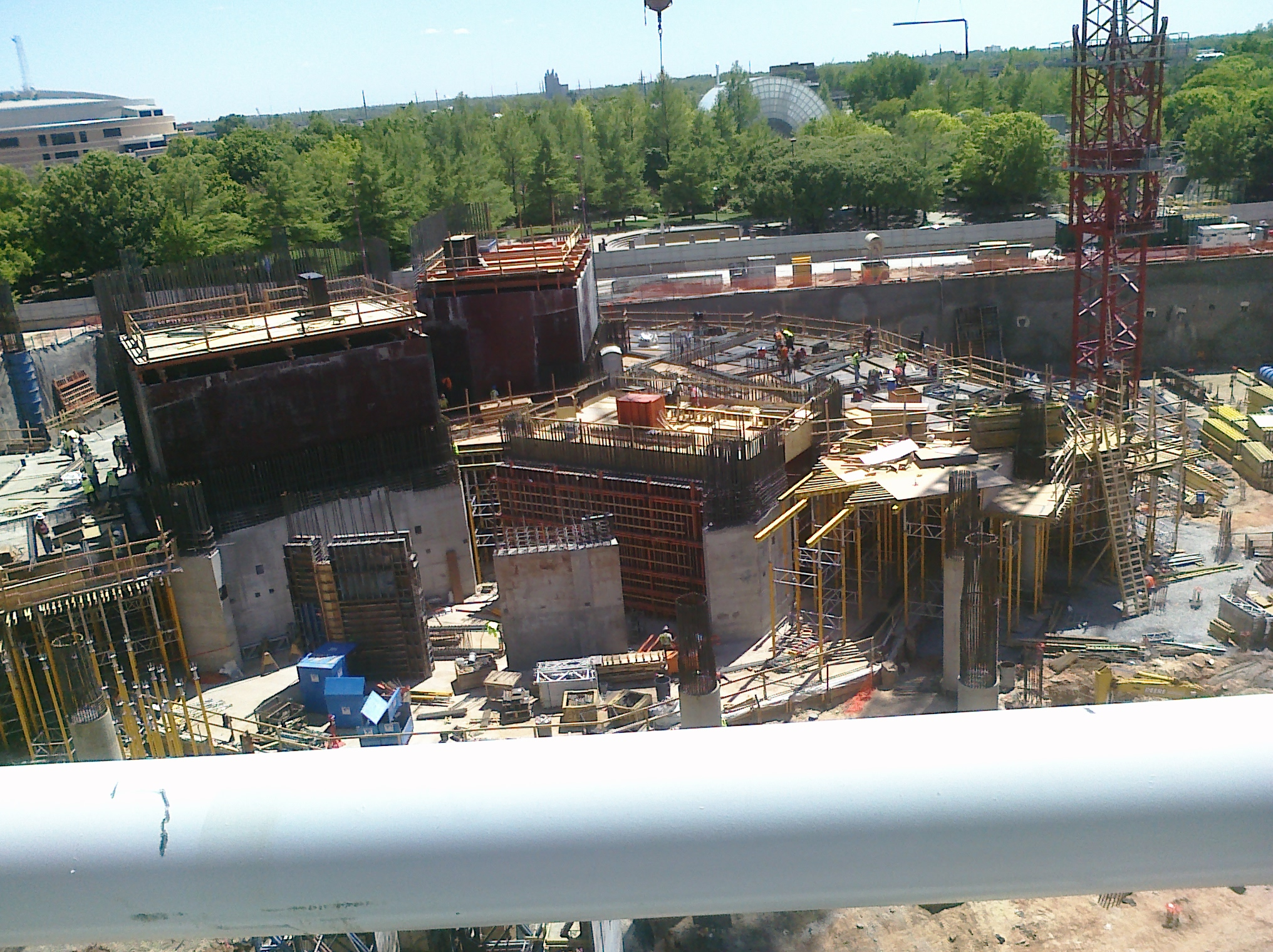
La construcción de Devon Tower en abril de 2010.
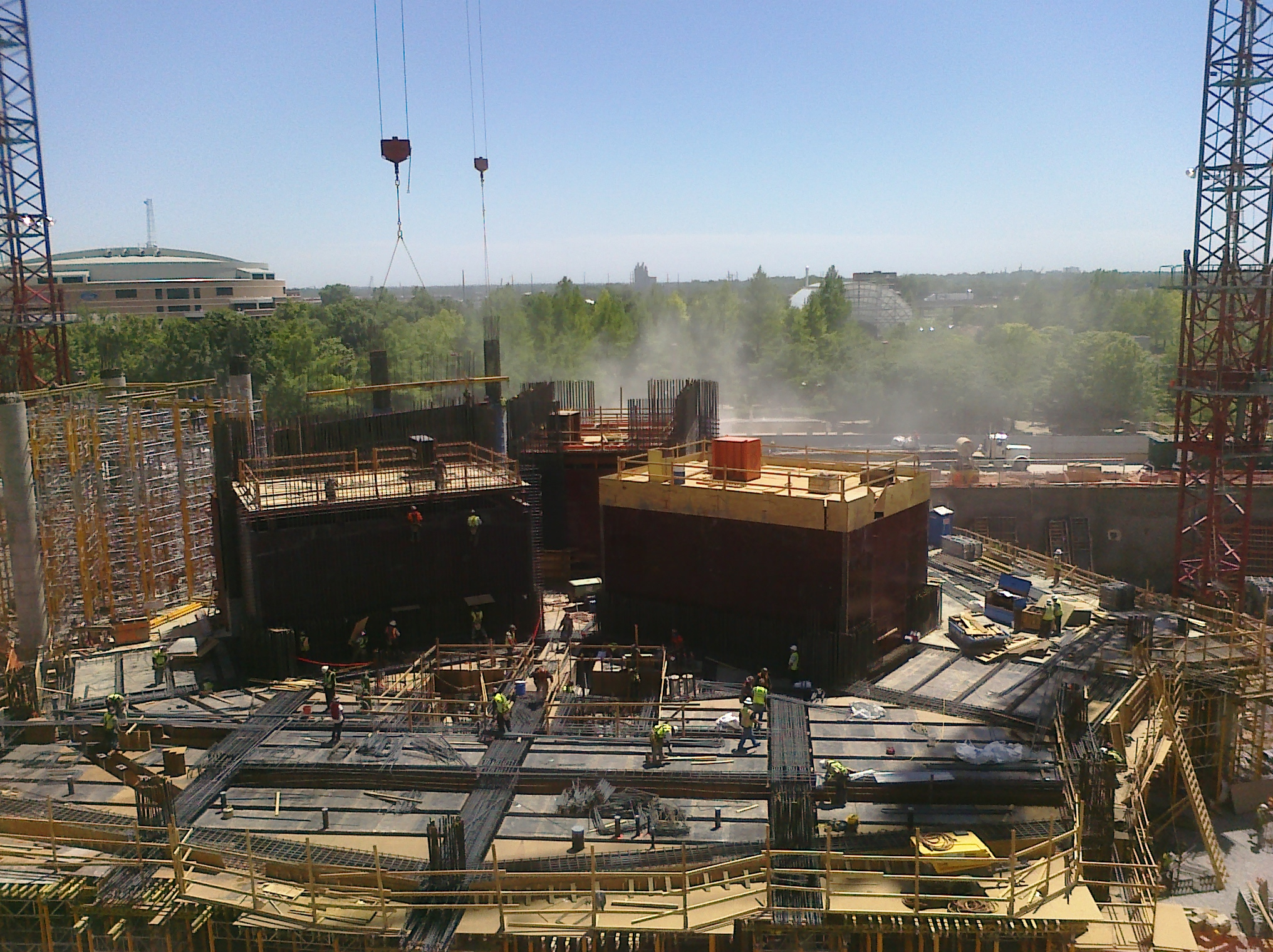
La construcción de Devon Tower en mayo de 2010.
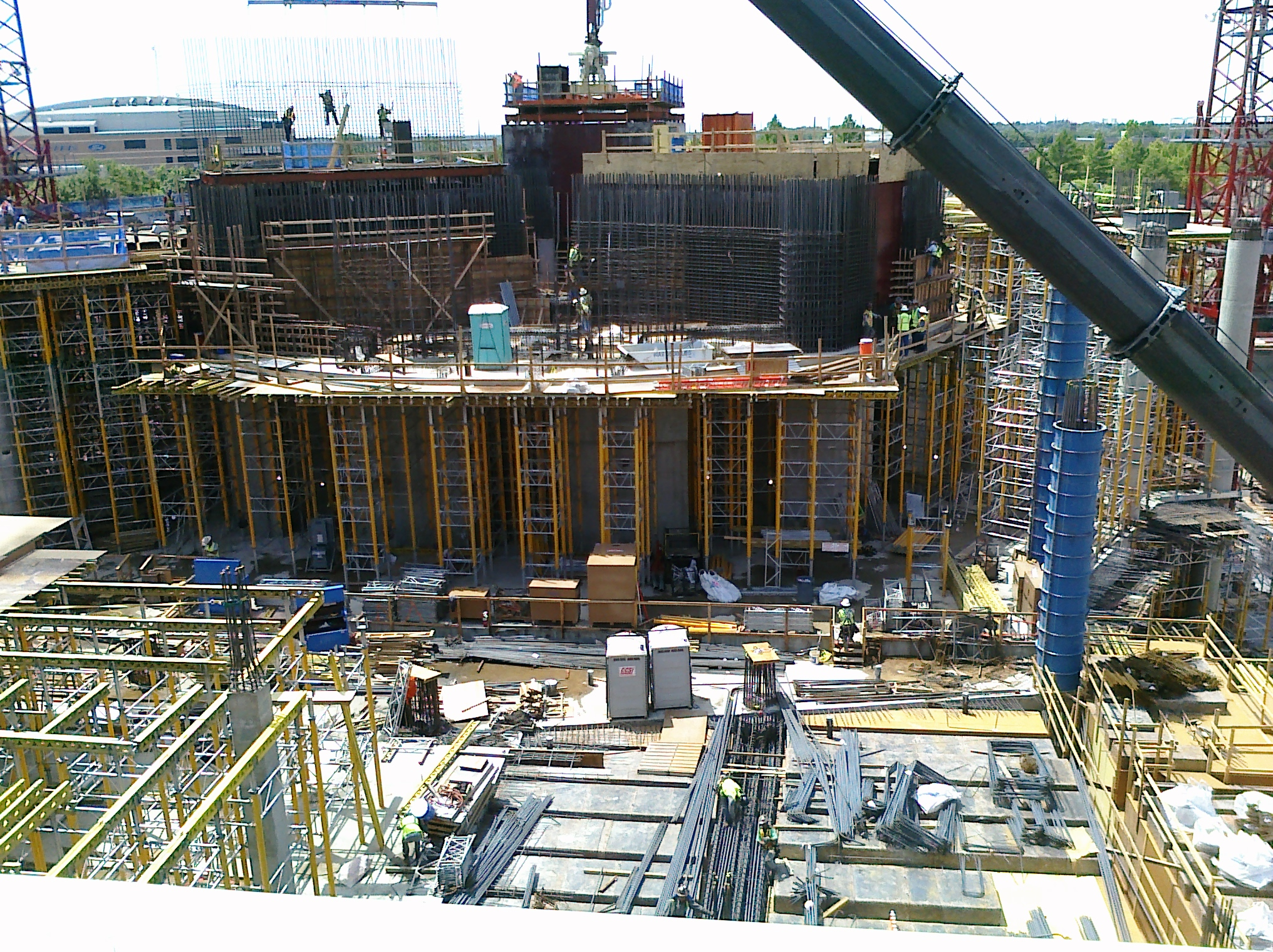
La construcción de Devon Tower en junio de 2010.
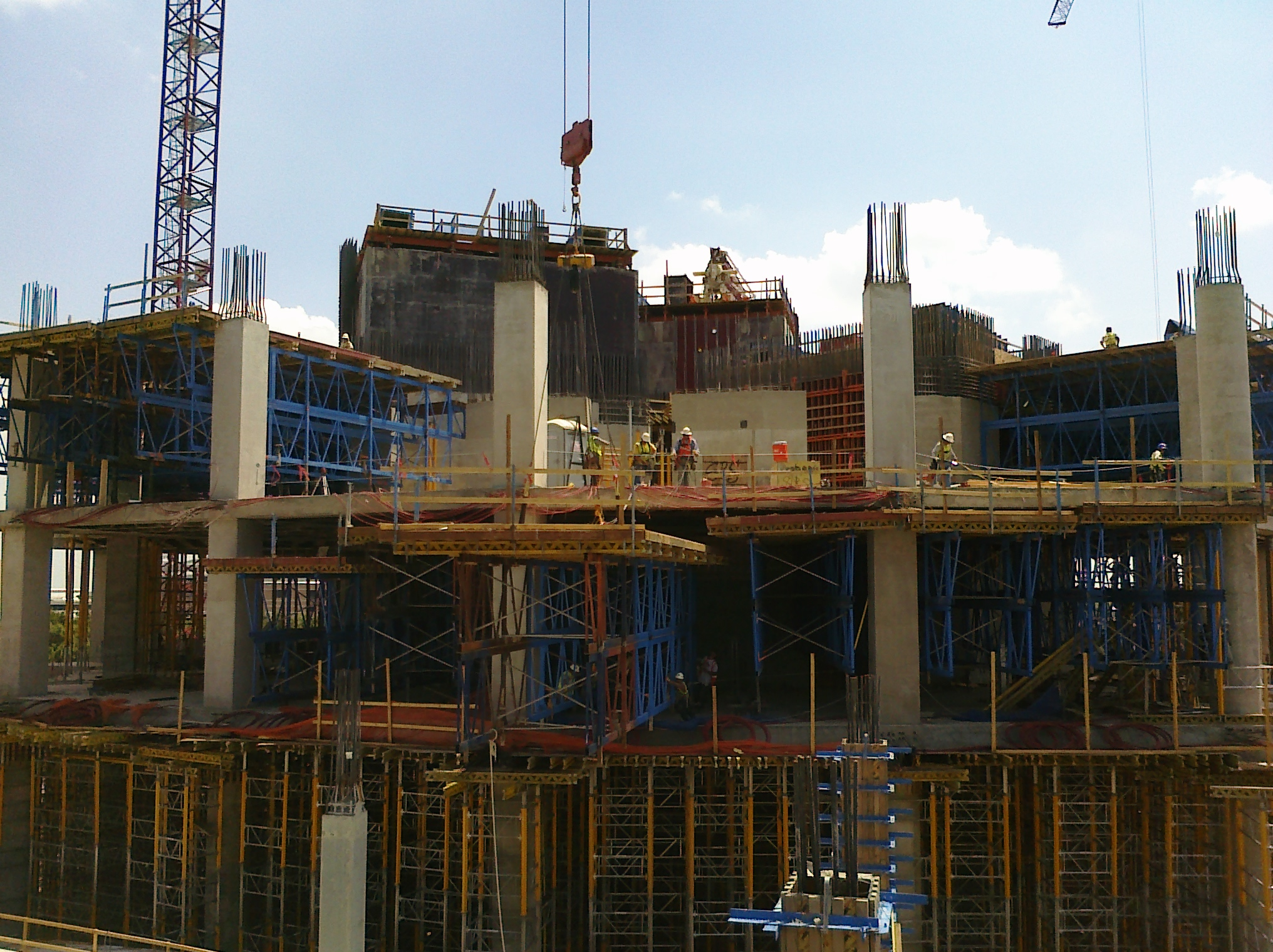
La construcción de Devon Tower en julio de 2010.
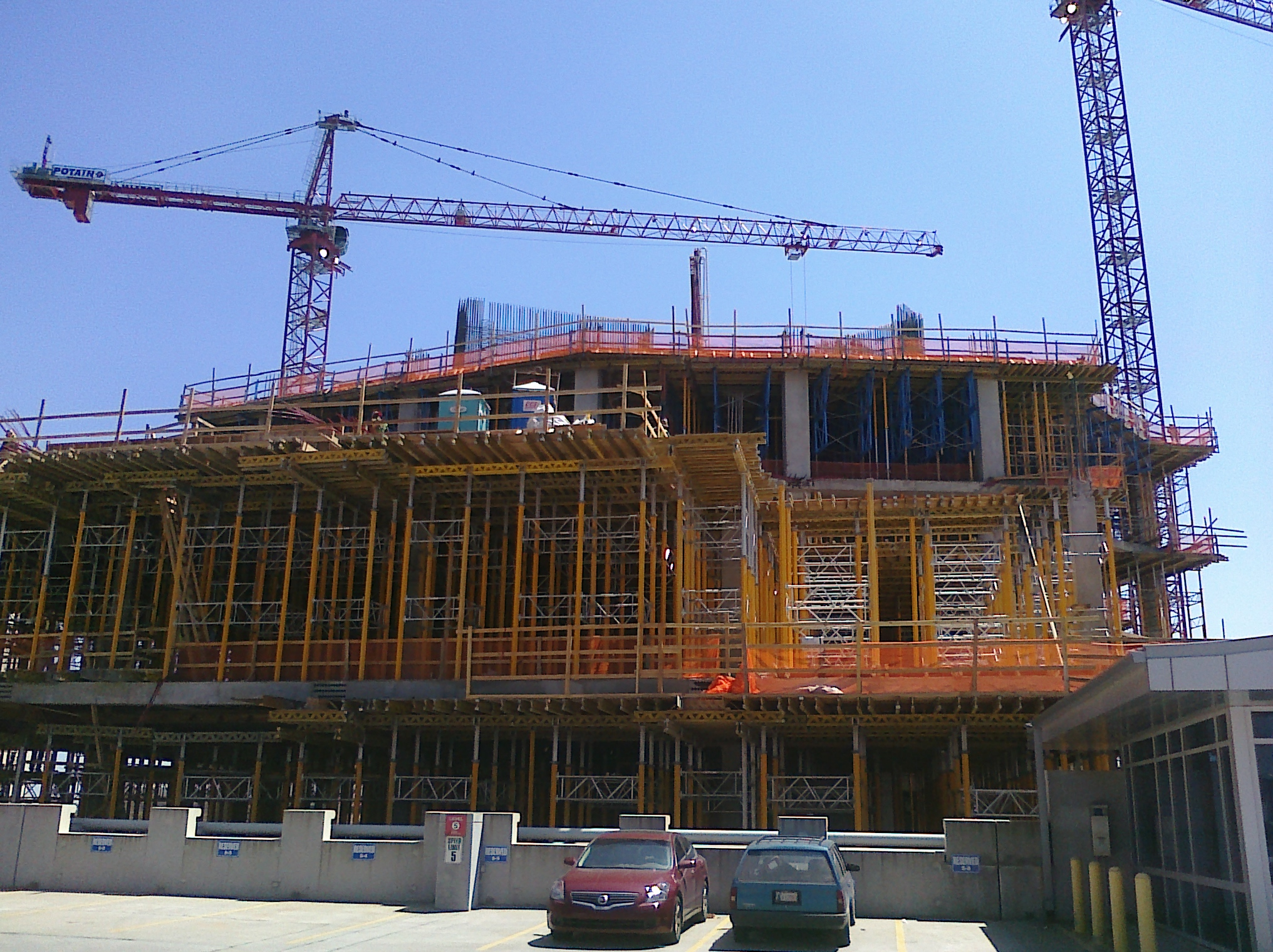
La construcción de Devon Tower en agosto de 2010.
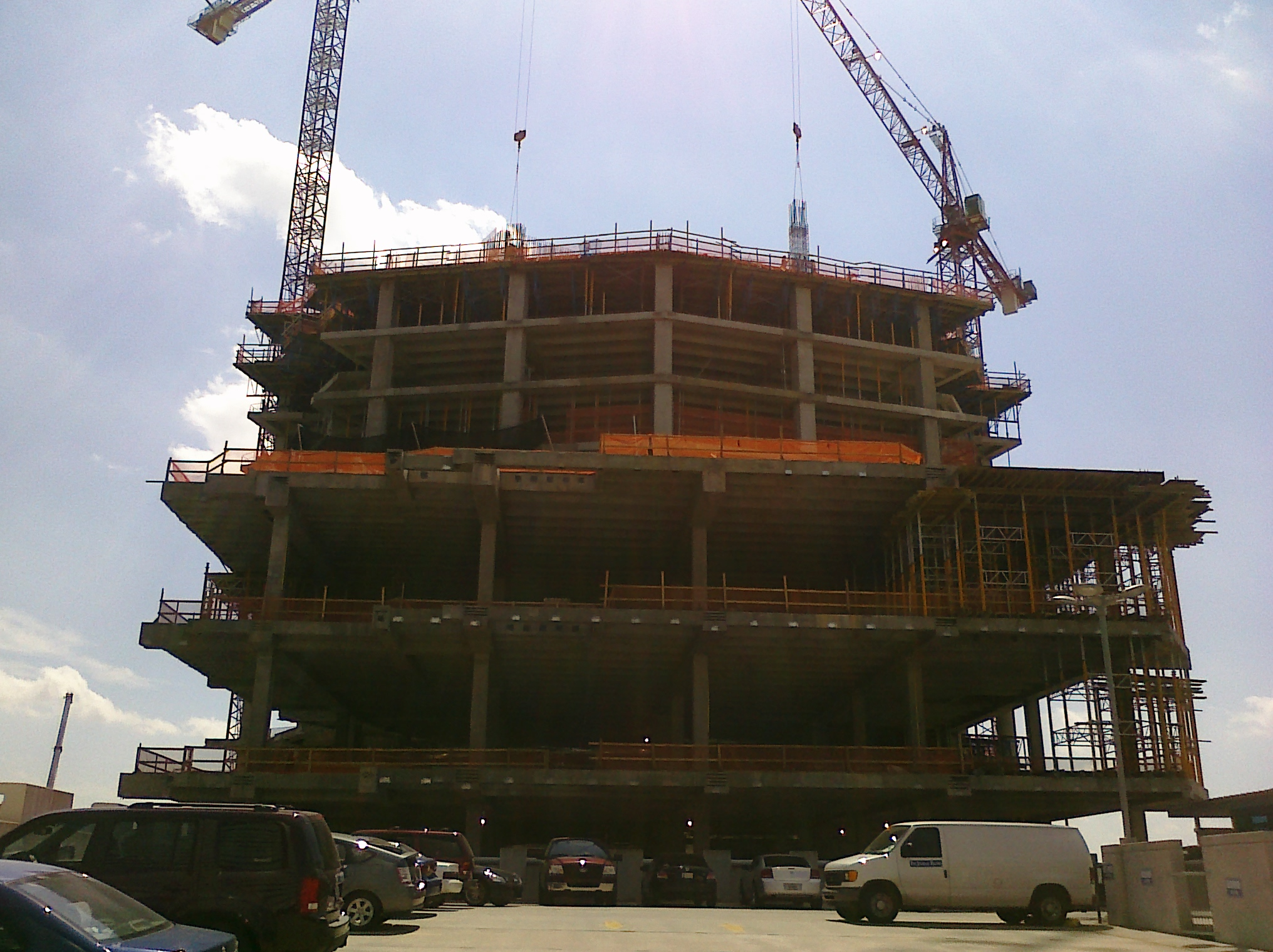
La construcción de Devon Tower en septiembre de 2010.
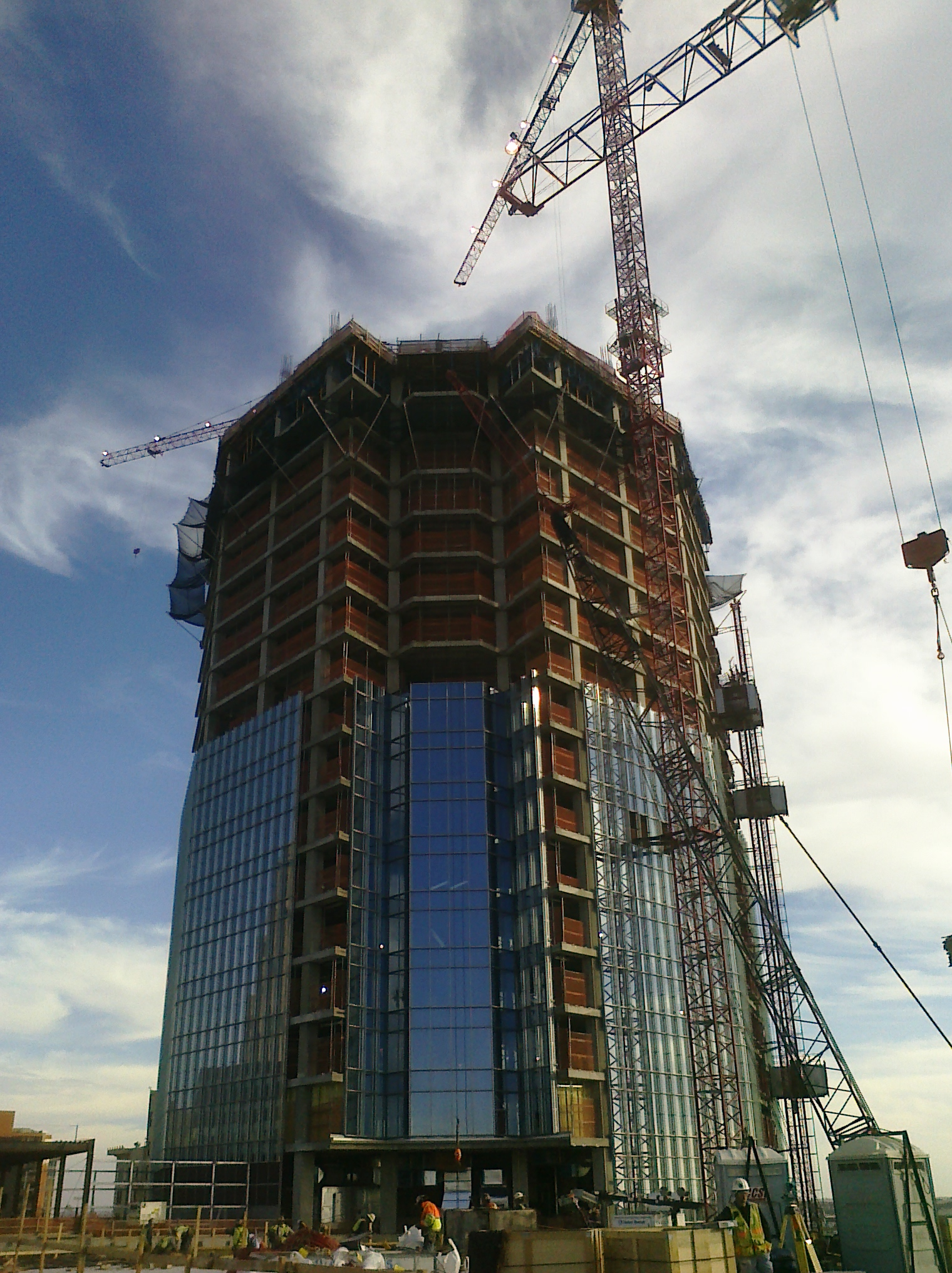
En diciembre de 2010.
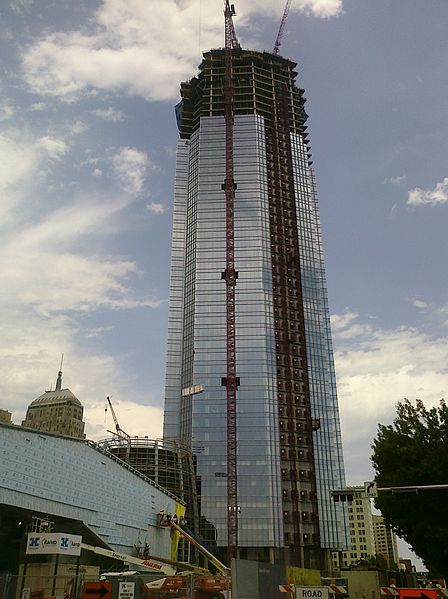
En junio de 2011.
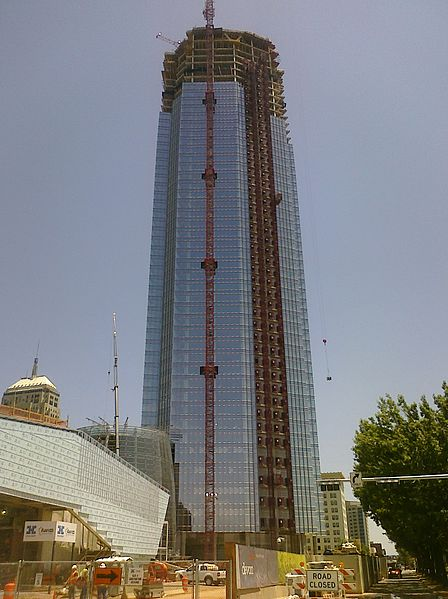
En julio de 2011.
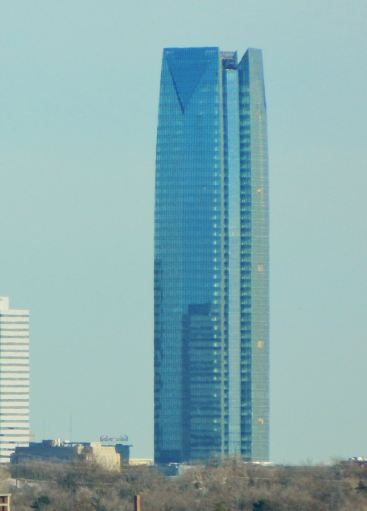
En febrero de 2012.

## Ocupantes
- Devon Energy Corporation

## Eventos
Devon Tower sobrepasó a Chase Tower  como el edificio más alto de Oklahoma City el 10 de marzo de 2011.
El 17 de mayo de 2011 Devon Tower se convirtió en el edificio más alto de Oklahoma, por encima de la BOK Tower de Tulsa.
La ceremonia de coronación se celebró el 21 de septiembre de 2011, cuando Devon Tower alcanzó su altura final.